# Spiros Zournatzis
Spiros Zournatzis (în greacă Σπύρος Ζουρνατζής; n. 7 octombrie 1935, Sofades⁠(d), Tesalia⁠(d), Grecia – d. 13 septembrie 2022) a fost un politician grec.
Membru al Uniunii Politice Naționale și Dreptul European, a servit în Parlamentul European din februarie până în iulie 1989. 
Zournatzis a murit pe 13 septembrie 2022, la vârsta de 86 de ani. 